# Список нагород і номінацій фільму «Дюнкерк»
«Дюнке́рк» (англ. Dunkirk) — воєнний драматичний трилер режисера та сценариста Крістофера Нолана, що вийшов у 2017 році. Головні ролі виконали Том Гарді, Марк Райленс, Фінн Вайтгед і Гаррі Стайлс. Фільм розповідає історію порятунку трьохсот тисяч солдатів у ході Дюнкерської евакуації, яка відбулась під час Другої світової війни.  Світова прем'єра стрічки відбулася 13 липня 2017 року в кінотеатрі «Odeon Leicester Square» у Лондоні, Англія. Прем'єра фільму в Україні відбулася 20 липня, у Великій Британії і США — 21 липня.

## Нагороди і номінації
| Список нагород і номінацій                      | Список нагород і номінацій | Список нагород і номінацій                                         | Список нагород і номінацій                                                                   | Список нагород і номінацій | Список нагород і номінацій |
| Кінопремія                                      | Дата церемонії             | Категорія                                                          | Номінант(и)                                                                                  | Результат                  | Дж                         |
| ----------------------------------------------- | -------------------------- | ------------------------------------------------------------------ | -------------------------------------------------------------------------------------------- | -------------------------- | -------------------------- |
| Американський інститут кіномистецтва            | 5 січня 2018               | Топ-10 фільмів                                                     | «Дюнкерк»                                                                                    | Перемога                   | [ 3 ]                      |
| Голлівудська професійна асоціація               | 16 листопада 2017          | Найкращий монтаж — повнометражний фільм                            | Лі Сміт                                                                                      | Перемога                   | [ 4 ]                      |
| Національна рада кінокритиків США               | 9 січня 2018               | Топ-10 фільмів                                                     | «Дюнкерк»                                                                                    | Перемога                   | [ 5 ]                      |
| Премія AACTA                                    | 6 січня 2018               | Найкращий фільм                                                    | «Дюнкерк»                                                                                    | Номінація                  | [ 6 ]                      |
| Премія AACTA                                    | 6 січня 2018               | Найкращий режисер                                                  | Крістофер Нолан                                                                              | Перемога                   | [ 6 ]                      |
| Премія AACTA                                    | 6 січня 2018               | Найкращий сценарій                                                 | Крістофер Нолан                                                                              | Номінація                  | [ 6 ]                      |
| Премія AACTA                                    | 6 січня 2018               | Найкращий актор другого плану                                      | Том Гарді                                                                                    | Номінація                  | [ 6 ]                      |
| Премія БАФТА                                    | 18 лютого 2018             | Найкращий фільм                                                    | Крістофер Нолан і Емма Томас                                                                 | Номінація                  | [ 7 ]                      |
| Премія БАФТА                                    | 18 лютого 2018             | Найкращий режисер                                                  | Крістофер Нолан                                                                              | Номінація                  | [ 7 ]                      |
| Премія БАФТА                                    | 18 лютого 2018             | Найкращий оператор                                                 | Гойте ван Гойтема                                                                            | Номінація                  | [ 7 ]                      |
| Премія БАФТА                                    | 18 лютого 2018             | Найкраща музика                                                    | Ганс Ціммер                                                                                  | Номінація                  | [ 7 ]                      |
| Премія БАФТА                                    | 18 лютого 2018             | Найкращий монтаж                                                   | Лі Сміт                                                                                      | Номінація                  | [ 7 ]                      |
| Премія БАФТА                                    | 18 лютого 2018             | Найкращий звук                                                     | Річард Кінґ, Ґреґґ Ландакер, Ґері Різзо і Марк Вейнґартен                                    | Перемога                   | [ 7 ]                      |
| Премія БАФТА                                    | 18 лютого 2018             | Найкращий художник-постановник                                     | Натан Кроулі і Ґері Феттіс                                                                   | Номінація                  | [ 7 ]                      |
| Премія БАФТА                                    | 18 лютого 2018             | Найкращі візуальні ефекти                                          | Скотт Фішер і Ендрю Джексон                                                                  | Номінація                  | [ 7 ]                      |
| Премія «Вибір критиків»                         | 11 січня 2018              | Найкращий фільм                                                    | «Дюнкерк»                                                                                    | Номінація                  | [ 8 ]                      |
| Премія «Вибір критиків»                         | 11 січня 2018              | Найкращий акторський ансамбль                                      | Акторський склад «Дюнкерка»                                                                  | Номінація                  | [ 8 ]                      |
| Премія «Вибір критиків»                         | 11 січня 2018              | Найкращий режисер                                                  | Крістофер Нолан                                                                              | Номінація                  | [ 8 ]                      |
| Премія «Вибір критиків»                         | 11 січня 2018              | Найкраща музика                                                    | Ганс Ціммер                                                                                  | Номінація                  | [ 8 ]                      |
| Премія «Вибір критиків»                         | 11 січня 2018              | Найкращий оператор                                                 | Гойте ван Гойтема                                                                            | Номінація                  | [ 8 ]                      |
| Премія «Вибір критиків»                         | 11 січня 2018              | Найкращий художник-постановник                                     | Натан Кроулі і Ґері Феттіс                                                                   | Номінація                  | [ 8 ]                      |
| Премія «Вибір критиків»                         | 11 січня 2018              | Найкращий монтаж                                                   | Лі Сміт                                                                                      | Перемога                   | [ 8 ]                      |
| Премія «Вибір критиків»                         | 11 січня 2018              | Найкращі візуальні ефекти                                          | «Дюнкерк»                                                                                    | Номінація                  | [ 8 ]                      |
| Премія Гільдії кіноакторів США                  | 21 січня 2018              | Найкращий каскадерський ансамбль у кінофільмі                      | «Дюнкерк»                                                                                    | Номінація                  | [ 9 ]                      |
| Премія Гільдії продюсерів США                   | 20 січня 2018              | Найкращий продюсер фільму                                          | Емма Томас і Крістофер Нолан                                                                 | Номінація                  | [ 10 ]                     |
| Премія Гільдії режисерів США                    | 3 лютого 2018              | Найкращий режисер — повнометражний фільм                           | Крістофер Нолан                                                                              | Номінація                  | [ 11 ]                     |
| Премія Гільдії художників-постановників США     | 27 січня 2018              | Найкраща робота художника-постановника в історичному фільмі        | Натан Кроулі                                                                                 | Номінація                  | [ 12 ]                     |
| Премія «Греммі»                                 | 28 січня 2018              | Найкраща музика до візуальних медіа                                | «Дюнкерк»                                                                                    | Номінація                  | [ 13 ]                     |
| Премія «Давид ді Донателло»                     | 21 березня 2018            | Найкращий іноземний фільм                                          | «Дюнкерк»                                                                                    | Перемога                   | [ 14 ] [ 15 ]              |
| Премія «Золотий глобус»                         | 7 січня 2018               | Найкращий фільм — драма                                            | «Дюнкерк»                                                                                    | Номінація                  | [ 16 ]                     |
| Премія «Золотий глобус»                         | 7 січня 2018               | Найкращий режисер                                                  | Крістофер Нолан                                                                              | Номінація                  | [ 16 ]                     |
| Премія «Золотий глобус»                         | 7 січня 2018               | Найкраща музика                                                    | Ганс Ціммер                                                                                  | Номінація                  | [ 16 ]                     |
| Премія «Золотий томат»                          | 3 січня 2018               | Найкращий реліз 2017 року у широкому прокаті                       | «Дюнкерк»                                                                                    | 3-тє місце                 | [ 17 ]                     |
| Премія «Золотий томат»                          | 3 січня 2018               | Найкращий драматичний фільм 2017 року                              | «Дюнкерк»                                                                                    | Перемога                   | [ 17 ]                     |
| Премія «Кришталевий глобус»                     | 12 лютого 2018             | Найкращий іноземний фільм                                          | «Дюнкерк»                                                                                    | Номінація                  | [ 18 ]                     |
| Премія «Оскар»                                  | 4 березня 2018             | Найкращий фільм                                                    | Емма Томас і Крістофер Нолан                                                                 | Номінація                  | [ 19 ] [ 20 ]              |
| Премія «Оскар»                                  | 4 березня 2018             | Найкращий режисер                                                  | Крістофер Нолан                                                                              | Номінація                  | [ 19 ] [ 20 ]              |
| Премія «Оскар»                                  | 4 березня 2018             | Найкращий оператор                                                 | Гойте ван Гойтема                                                                            | Номінація                  | [ 19 ] [ 20 ]              |
| Премія «Оскар»                                  | 4 березня 2018             | Найкращий монтаж                                                   | Лі Сміт                                                                                      | Перемога                   | [ 19 ] [ 20 ]              |
| Премія «Оскар»                                  | 4 березня 2018             | Найкраща музика                                                    | Ганс Ціммер                                                                                  | Номінація                  | [ 19 ] [ 20 ]              |
| Премія «Оскар»                                  | 4 березня 2018             | Найкращий звуковий монтаж                                          | Річард Ґібсон і Алекс Ґібсон                                                                 | Перемога                   | [ 19 ] [ 20 ]              |
| Премія «Оскар»                                  | 4 березня 2018             | Найкращий звук                                                     | Марк Вейнґартен, Ґреґґ Ландакер і Ґері Різзо                                                 | Перемога                   | [ 19 ] [ 20 ]              |
| Премія «Оскар»                                  | 4 березня 2018             | Найкращий художник-постановник                                     | Натан Кроулі (художник-постановник) і Ґері Феттіс (декоратор)                                | Номінація                  | [ 19 ] [ 20 ]              |
| Премія «Сезар»                                  | 2 березня 2018             | Найкращий фільм іноземною мовою                                    | «Дюнкерк»                                                                                    | Номінація                  | [ 21 ]                     |
| Премія Спілки звукомонтажерів США «Golden Reel» | 18 лютого 2018             | Найкращий звуковий монтаж — Фонова музика                          | Алекс Ґібсон, Раян рубін і Кріс Барретт                                                      | Перемога                   | [ 22 ]                     |
| Премія Спілки звукомонтажерів США «Golden Reel» | 18 лютого 2018             | Найкращий звуковий монтаж — Діалог / Автозаміна діалогу            | Гюґо Венґ, Девід Беч і Расселл Фармарко                                                      | Номінація                  | [ 22 ]                     |
| Премія Спілки звукомонтажерів США «Golden Reel» | 18 лютого 2018             | Найкращий звуковий монтаж — Ефекти / Шумове оформлення             | Річард Кінґ, Майкл Мітчелл, Ренді Торрес, Майкл Дрессел, Джон Реш і Шеллі Роден              | Номінація                  | [ 22 ]                     |
| Премія Спілки звукооператорів США               | 24 лютого 2018             | Найкращий звук — повнометражний фільм                              | Томас Дж. О’Коннел, Скотт Кертіс, Ґреґґ Ландакер, Алан Меєрсон, Ґері Різзо і Марк Вейнґартен | Перемога                   | [ 23 ]                     |
| Премія Спілки кіномонтажерів США                | 26 січня 2018              | Найкращий монтаж у фільмі — драма                                  | Лі Сміт                                                                                      | Перемога                   | [ 24 ]                     |
| Премія «Супутник»                               | 10 лютого 2018             | Найкращий фільм                                                    | «Дюнкерк»                                                                                    | Номінація                  | [ 25 ]                     |
| Премія «Супутник»                               | 10 лютого 2018             | Найкращий режисер                                                  | Крістофер Нолан                                                                              | Номінація                  | [ 25 ]                     |
| Премія «Супутник»                               | 10 лютого 2018             | Найкращий оригінальний сценарій                                    | Крістофер Нолан                                                                              | Номінація                  | [ 25 ]                     |
| Премія «Супутник»                               | 10 лютого 2018             | Найкращий актор другого плану                                      | Марк Райленс                                                                                 | Номінація                  | [ 25 ]                     |
| Премія «Супутник»                               | 10 лютого 2018             | Найкращий оператор                                                 | Гойте ван Гойтема                                                                            | Номінація                  | [ 25 ]                     |
| Премія «Супутник»                               | 10 лютого 2018             | Найкраща музика                                                    | Ганс Ціммер                                                                                  | Номінація                  | [ 25 ]                     |
| Премія «Супутник»                               | 10 лютого 2018             | Найкращий монтаж                                                   | Лі Сміт                                                                                      | Номінація                  | [ 25 ]                     |
| Премія «Супутник»                               | 10 лютого 2018             | Найкращий дизайн костюмів                                          | Джеффрі Курланд                                                                              | Номінація                  | [ 25 ]                     |
| Премія «Супутник»                               | 10 лютого 2018             | Найкращі візуальні ефекти                                          | «Дюнкерк»                                                                                    | Номінація                  | [ 25 ]                     |
| Премія «Супутник»                               | 10 лютого 2018             | Найкраща робота художника-постановника                             | «Дюнкерк»                                                                                    | Номінація                  | [ 25 ]                     |
| Премія «Супутник»                               | 10 лютого 2018             | Найкращий звук                                                     | «Дюнкерк»                                                                                    | Перемога                   | [ 25 ]                     |
| Премія Товариства кінооператорів США            | 17 лютого 2018             | Найкраща операторська робота у кінофільмі                          | Гойте ван Гойтема                                                                            | Номінація                  | [ 26 ]                     |
| Премія Товариства фахівців з візуальних ефектів | 13 лютого 2018             | Найкращі візуальні ефекти другого плану у фотореалістичному фільмі | Майк Чемберс, Скотт Фішер, Ендрю Джексон, Ендрю Локлі і Елісон Вортмен                       | Перемога                   | [ 27 ]                     |
| Європейський кіноприз                           | 15 грудня 2018             | Приз глядацьких симпатій                                           | «Дюнкерк»                                                                                    | Номінація                  | [ 28 ]                     |